# University of Nevada, Reno

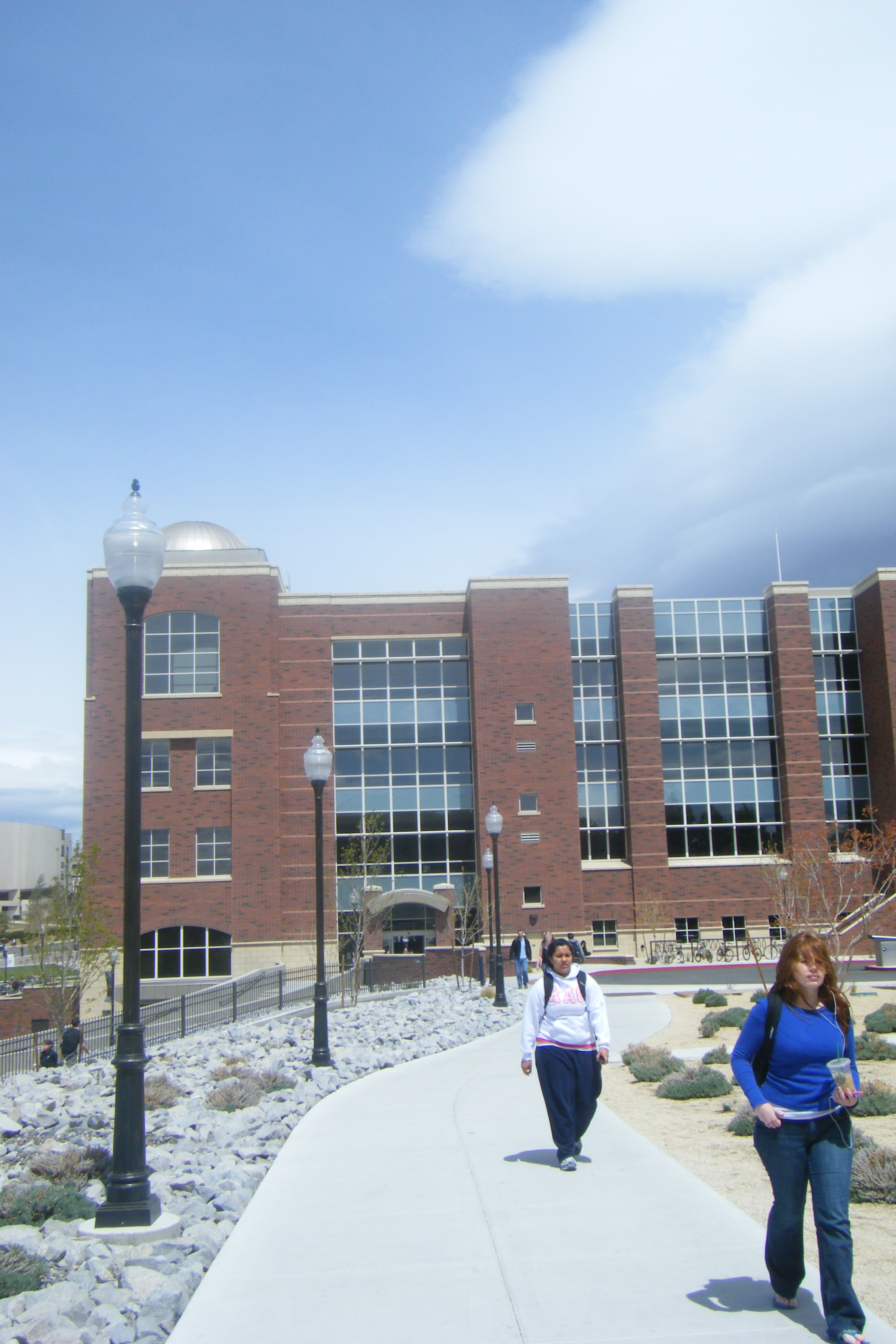
Campus der University of Nevada, Reno

Die University of Nevada, Reno (auch UNR oder Nevada genannt) ist eine staatliche Universität in Reno, im Westen des US-Bundesstaates Nevada. Die Hochschule ist die älteste Universität in Nevada und mit 21.034 Studenten (2016) die zweitgrößte. Die University of Nevada hat einen guten Ruf in den Fachrichtungen Agrarwissenschaften, Journalismus, Bergbau, Seismologie und Tier-Biotechnologie.

## Geschichte
Die Universität wurde 1874 zunächst in Elko (Nevada) gegründet und 1885 nach Reno verlegt. Mit der Gründung des Desert Research Institute 1960 und der medizinischen Fakultät 1967 wurde aus der UNR eine moderne Forschungsuniversität.

## Fakultäten
- Agrarwissenschaften, Biotechnologie und natürliche Ressourcen
- Geisteswissenschaften
- Ingenieurwissenschaften
- Journalismus (Reynolds School of Journalism)
- Mackay School of Earth Sciences and Engineering
- Medizin
- Naturwissenschaften
- Pädagogik
- Sozialwesen
- Wirtschaftswissenschaften
- Cooperative Extension Service
- Graduate School

Als Seltenheit in den USA wird an der UNR wegen der vielen Einwanderer aus dem Baskenland Baskisch gelehrt.

## Sport
Das Sportteam der UNR ist das Wolf Pack. Die Universität ist Mitglied der Mountain West Conference.

## Bekannte Absolventen
- George Wilson Malone (1890–1961), Mitglied im Senat der Vereinigten Staaten
- Mills Lane (1937–2022), Jurist, Boxer und Ringrichter
- Liu Bichun (* 1975), chinesische Schwimmerin
- Adriano B. Lucatelli (* 1966), Schweizer Manager und Unternehmer
- Brock Marion (* 1970), American-Football-Spieler
- Marion Motley (1920–1999), American-Football-Spieler
- James Graves Scrugham (1880–1945), Politiker, Gouverneur von Nevada, Kongress- und Senatsmitglied
- Charles Wright (* 1961), Wrestler
- Colin Kaepernick (* 1987), American-Football-Spieler Quarterback, San Francisco 49ers